# Евгений II Константинополски
Евгений II (на гръцки: Ευγένιος Β΄, Евгениос) е православен епископ, писидийски митрополит и вселенски патриарх в Константинопол за кратко в периода от 10 април 1821 година до смъртта си на 27 юли 1822 година.

## Биография
Роден е около 1780 година в Пловдив. Според Мануил Гедеон по произход е българин. Това се отхвърля от други автори. Димитрис Стаматопулос, приемайки българския произход на Евгений, смята, че избухването на Гръцката революция е накарало османското правителство да преразгледа стария модел на управление и да въведе във Вселенската патриаршия българоговорещи духовници, както и миряни от български произход, етнизирийки така нейното управление.
Получва само начално образование, но е много активен духовник и става велик протосингел на патриарх Кирил VI Константинополски. В юли 1814 година е ръкоположен за митрополит на Писидийската епархия.
На 10 април 1821 година, деня, в който патриарх Григорий V Константинополски е арестуван и низвергнат, султан Махмуд II иска от Светия Синод незабавен избор на нов вселенски патриарх, за да може Григорий V да бъде екзекутиран като престъпник, а не като патриарх, което би довело до дипломатически усложнения. При условията на избухналото Гръцко въстание и антихристиянски вълнения в Цариград, нито един от тогавашните митрополити на Синода не посмява да се кандидатира с изключение на Евгений. Заповедта на султана за избор на нов патриарх постановява той „не само да не извършва, но и да не се опитва да извършва постъпки и начинания, с които да отхвърля своята вярност“ и налага на Светия Синод да избере патриарх, „способен да се грижи за Султанското царство, благоразумен и достоен да служи за угодата на висшия съвет“.
Следобед на същия 10 април, малко след церемонията по интронизацията на новия патриарх, Григорий V е обесен на централната порта на Патриаршията. Патриарх Евгений, който е свидетел на екзекуцията на своя предшественик, се опитва да организира подобаващо погребението му. На 23 април самият той е влачен за брадата по улиците на Цариграт и пребит от разярена мюсюлманска тълпа.
Неговото 16-месечно предстоятелство се отличава с опити да спаси паството от кланета и гонения, като същевременно трябва да защитава Патриаршията от нашествието на вилнеещи тълпи. През август 1821 година той изпраща писма до първосвещениците, в които ги информира, че Високата порта прощава онези, които се покаят и отрекат от революцията. През септември Кипърската църква го кани да ръкоположи нови епископи на мястото на четиримата обесени от турците. Евгений поверява изпълнението на хиротонията на патриарх на Серафим Антиохийски. 
Силно влияние върху него оказва дръзката и красива цариградчанка Еленко Емфиедзидена, имаща голямо влияние във Фенер. В разгара на морален скандал около Еленко, Евгений II умира в Цариград от дизентерия на 27 юли 1822 година.